# لاري كلارك (سياسي)
لاري كلارك (بالإنجليزية: Larry Clark)‏ هو سياسي أمريكي، ولد في 24 يوليو 1945 بلويفيل في الولايات المتحدة. حزبياً، نشط في الحزب الديمقراطي.